# 31 octobre 1952
Le vendredi 31 octobre 1952 est le 305e jour de l'année 1952.

## Naissances
- Anne Le Lorier, haute fonctionnaire française
- Bernard Edwards (mort le 18 avril 1996), bassiste et auteur-compositeur américain
- Daniel Kaczorowski, joueur français de rugby à XV
- Jane Wymark, actrice anglaise
- Jean-Paul Gschwind, homme politique suisse
- João Paulo Lima e Silva, homme politique brésilien
- Joe West, arbitre de baseball professionnel américain
- Juan Ramón Puig Solsona, footballeur espagnol
- Louis Schelbert, homme politique suisse
- Muhtar Kent, homme d'affaires turc
- Robert Charles Browne, tueur américain
- Tony Bowers, musicien anglais
- Urs Schwaller, homme politique suisse

## Décès
- Alexandre Andronov (né le 11 avril 1901), physicien soviétique
- Marie-Anne Zoegger-Camax (née le 7 décembre 1881), peintre française

## Événements
- Discours du président bolivien sur la nationalisation des mines[1].
- Opération Ivy. Explosion de la première bombe H par les États-Unis.
- Premier vol du SE-DH Sea Venom.